# Nghệ thuật trình diễn

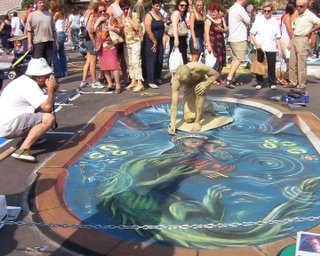
Mimo y Pintura.

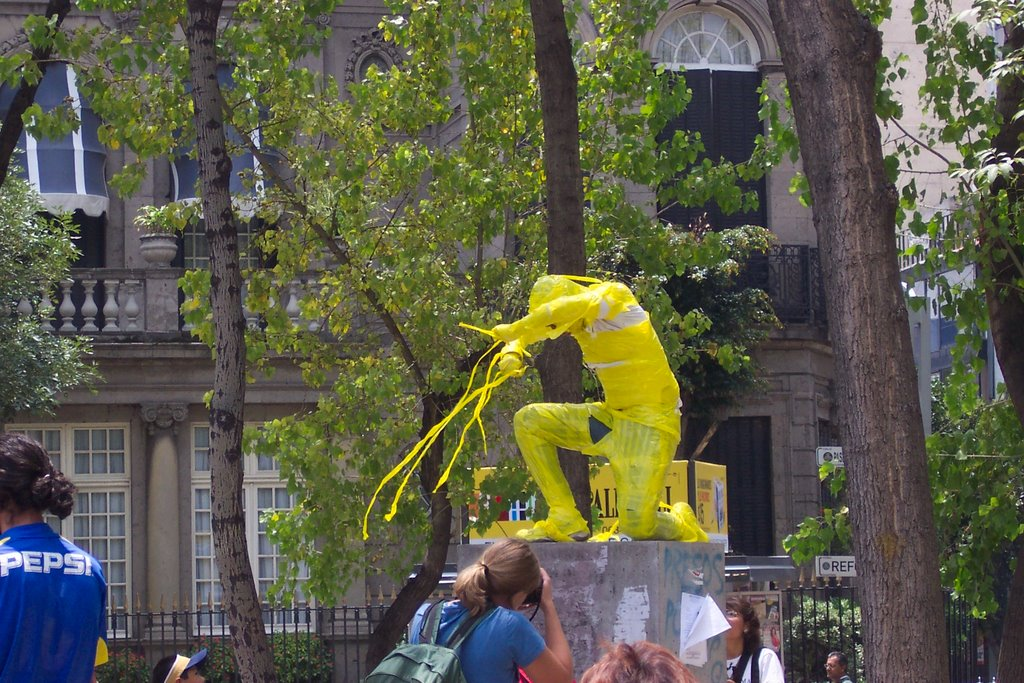
Performance de xxx en la Avenida de la Ciudad de México.

Nghệ thuật trình diễn hay mỹ thuật trình diễn là một màn trình diễn được trình bày cho công chúng do những nghệ sĩ mỹ thuật thực hiện nhằm diễn đạt ý tưởng của nghệ thuật tạo hình. Màn trình diễn có thể có từ một kịch bản hoặc không, ngẫu nhiên hoặc là được dàn xếp cẩn thận, tự phát hoặc lên kế hoạch kỹ lưỡng, có hoặc không có sự tham gia của khán giả. Việc thực hiện có thể được trực tiếp hoặc thông qua phương tiện truyền thông; người trình diễn có thể có mặt hoặc vắng mặt. Nó có thể xảy ra trong bất kỳ tình huống nào có liên quan đến bốn yếu tố cơ bản: thời gian, không gian, cơ thể của người trình diễn, hoặc qua hiện diện trong phương tiện truyền thông, và mối quan hệ tương tác giữa người diễn và người thưởng ngoạn. Nghệ thuật trình diễn có thể xảy ra ở bất cứ đâu, trong bất kỳ loại địa điểm hay bối cảnh và cho bất kỳ độ dài của thời gian. Những hành động của một cá nhân hay một nhóm tại một địa điểm riêng biệt và trong một thời gian cụ thể cấu thành tác phẩm.